# Henry Hosmer
Henry Hosmer est un joueur d'échecs américain né le 7 avril 1837 à Concord (Massachusetts) et mort le 1er janvier 1892 à Chicago. Il fut deuxième lors des congrès américains d'échecs de 18871 (à Cleveland) et 1874 (à Chicago) remportés par George Henry Mackenzie. Lors des deux tournois, Hosmer fit jeu égal dans ses rencontres avec Mackenzie (1 victoire partout dans chacun des tournois)
,.
Il disputa quatre matchs perdant contre Mackenzie en 1870 et battant Max Judd en 1870 (2 à 1), James Mason en 1874 (3 à 2) et Edward Alberoni en 1876 (6 à 1).